# Tokyo-Ga
Tokyo-Ga (jap. 東京画) ist ein in der Bundesrepublik Deutschland und den USA produzierter Dokumentarfilm von Wim Wenders aus dem Jahr 1985, der den Regisseur Yasujirō Ozu und das Japan der 1980er-Jahre in Verbindung zu Ozus Werk thematisiert.

## Handlung
Gezeigt wird der Besuch von Wim Wenders in Japan im Frühjahr 1983, wo er sich auf die Spuren des von ihm verehrten Filmemachers Yasujirō Ozu begibt. Wenders beschreibt Tokyo-Ga als eine Art „filmisches Tagebuch“ seiner eigenen „Reise nach Tokyo“. Er interviewt Ozus langjährigen Kameramann Yūharu Atsuta (1905–1993) und Ozus Stammschauspieler Chishū Ryū (1904–1993), die von ihrer Zusammenarbeit mit ihm berichten.
Neben Ozus Filmen zeigt Wenders in Toyko-Ga auch das moderne und schnelle Tokio der 1980er-Jahre, das sich mit seinen Pachinkos, Shokuhin-Sanpurus sowie unzähligen Leuchtreklamen und Bildschirmen grundlegend von Ozus Filmen zu unterscheiden scheint. In Ozus ab den 1920er-Jahren bis zu seinem Tod entstandenen Filmen wird kontinuierlich der zunehmende Wandel der japanischen Gesellschaft durch den zunehmenden Einfluss des Westens und die Technisierung der Gesellschaft beschrieben. Betrauert wird in Ozus Filmen zugleich der Zerfall der traditionellen und speziell japanischen Werte, insbesondere innerhalb des Familiengefüges. Im modernen Tokio über 20 Jahre nach Ozus Tod scheint von den Traditionen nicht mehr viel vorhanden zu sein.

## Hintergrund
Der Film hatte am 24. April 1985 in Westdeutschland seine Premiere. Bei den Filmfestspielen von Cannes 1985 wurde Tokyo-Ga in der Kategorie Un Certain Regard gezeigt.

## Kritiken
Der Filmdienst schreibt, Tokyo-Ga sei „ein beeindruckendes Filmdokument über Entfremdung und über das Filmemachen, informativ und interessant. Es stört allein der mitunter etwas zu salbungsvoll wirkende Kommentar.“
Eleanor Mannikka vom All Movie Guide gab viereinhalb von fünf Sternen und nannte den Film eine „faszinierende Dokumentation“. Die von Wenders gezeigten Fragmente des Stadtlebens seien „aussagekräftige, eloquente Statements einer japanischen Ethik“ und manchmal „surreal“. Im Kontrast zu den Gesprächen mit Ozus Weggefährten ergebe sich ein „wohl gerundeter Blick auf Tokio“.